# 搞笑行动
《搞笑行动》是新加坡新传媒的一档綜藝節目，系该国電視史上最長壽（每个星期一次）的綜藝節目，1990年至2003年在新传媒8频道播出。

## 简介
《搞笑行动》是当年不少新加坡和马来西亚柔佛华人星期一必须赶回家看的综艺节目。节目顾名思义，以搞笑为主，梁智强领导李国煌，程旭辉，莫小玲，钟耀南，林益民，郑丽芬（一大粒）等等，自己发掘的谐星，成立了“梁家班”。节目最著名的是梁智强在其中所反串扮演的一位老婆婆“梁婆婆”、家庭主妇“梁细妹”和“梁凯伦”这三个代表新加坡生活中的典型人物的女性角色。

## 相关作品
2016年，通讯及新闻部与新传媒合作，推出方言综艺节目《欢喜就好》，节目中梁家班再度登台演出。
2017年，马来西亚歌手黄明志邀请梁志强合唱新歌《搞笑快行动》，以为小时候常在家按时收看每周一晚上8点播出的《搞笑行动》致敬。